# Mine de ČSA
La mine de ČSA (carrière de l'armée tchécoslovaque, en abrégé Carrière ČSA) est une mine à ciel ouvert de lignite située dans le bassin de lignite de la Bohême du Nord, au pied des Monts Métallifères en République tchèque. Aux abords de la carrière se trouvent les villages de Vysoká Pec, Černice et l'ancien Komořany. La société Severní Energetická, qui a été créée par la division de Mostecká Uhelná en 2008, l'exploite. La carrière de ČSA possède le gisement de lignite de la plus haute qualité d'Europe avec un pouvoir calorifique moyen de 17,5 MJ/kg.